# Catoxyethira vedonga
Catoxyethira vedonga är en nattsländeart som beskrevs av Olah 1989. Catoxyethira vedonga ingår i släktet Catoxyethira och familjen smånattsländor. Inga underarter finns listade i Catalogue of Life.